# Stephen Fox-Strangways, I conte di Ilchester
Stephen Fox-Strangways, I conte di Ilchester (12 settembre 1704 – 26 settembre 1776), è stato un nobile e politico inglese.

## Biografia
Ilchester era figlio di Sir Stephen Fox, e della sua seconda moglie, Christiana Hope. Fu educato a Eton e Christ Church, Oxford prima di intraprendere il Grand Tour. Alla morte del padre, nel 1716, ereditò Redlynch Park, nel Somerset, dove migliorò sia la casa che i giardini.

## Carriera
Fu nominato al lucroso posto di Paymaster of the Forces sotto Carlo II come responsabile delle forze e comprò ulteriori terreni nel Wiltshire e nel Somerset.
Fu eletto alla Camera dei Comuni per Shaftesbury (1726-1741). Nel 1741 fu elevato alla nobiltà come Lord Ilchester, di Ilchester nella contea del Somerset, Barone di Woodford Strangways nella Contea del Dorset. Sei anni dopo fu creato Lord Ilchester e Stavordale, Barone di Redlynch, nella contea del Somerset, e nel 1756 fu ulteriormente onorato quando venne nominato Conte di Ilchester. Nel 1763 fu ammesso al Consiglio privato.

## Matrimonio
Ilchester è stato l'amante di Lord Hervey per dieci anni, dal 1726 al 1736. Esistono molte lettere appassionate tra i due. La sua relazione con Lord Hervey terminò solo quando fu organizzato un matrimonio con la tredicenne Elizabeth Horner, figlia di Thomas Strangways Horner e Susanna Strangways, il 15 marzo 1735. Nel 1758, Lord Ilchester aggiunse il cognome Strangways al proprio. Ebbero sette figli:
- Lady Susannah Sarah Louisa Fox-Strangways (1743-1827), sposò l'attore irlandese William O'Brien, non ebbero figli;
- Henry Fox-Strangways, II conte di Ilchester (9 agosto 1747-5 settembre 1802);
- Lady Lucy Fox-Strangways (1748-16 agosto 1787), sposò il colonnello Stephen Digby, ebbero tre figli;
- Lady Christiana Henrietta Caroline Fox-Strangways (3 gennaio 1750-21 luglio 1815), sposò il colonnello John Acland, ebbero due figli;
- Stephen Strangways Digby Fox-Strangways (3 dicembre 1751-12 marzo 1836);
- Lady Frances Muriel Fox-Strangways (agosto 1755-5 maggio 1814), sposò Valentine Quin, I conte di Dunraven e Mount-Earl, ebbero tre figli;
- Charles Redlynch Fox-Strangways (27 aprile 1761-4 novembre 1836), sposò Jane Haines, ebbero otto figli.

Stephen Fox appare come "Stephen Reynard", poi Lord Ivell e conte di Wessex, nel racconto "The First Countess of Wessex" di Thomas Hardy, raccolti in "A Group of Noble Dames".